# Parascotia flava
Parascotia flava là một loài bướm đêm trong họ Erebidae.